# Палеостровский Рождественский монастырь
Палеостро́вский Рожде́ственский монасты́рь (Корни́лие-Палеостро́вский Рожде́ственский монасты́рь) — мужской монастырь Петрозаводской епархии Русской православной церкви, расположенный на острове Па́лий (Па́ль-остров) в Повенецком заливе Онежского озера, один из наиболее древних и известных монастырей Заонежья.

## Общие сведения

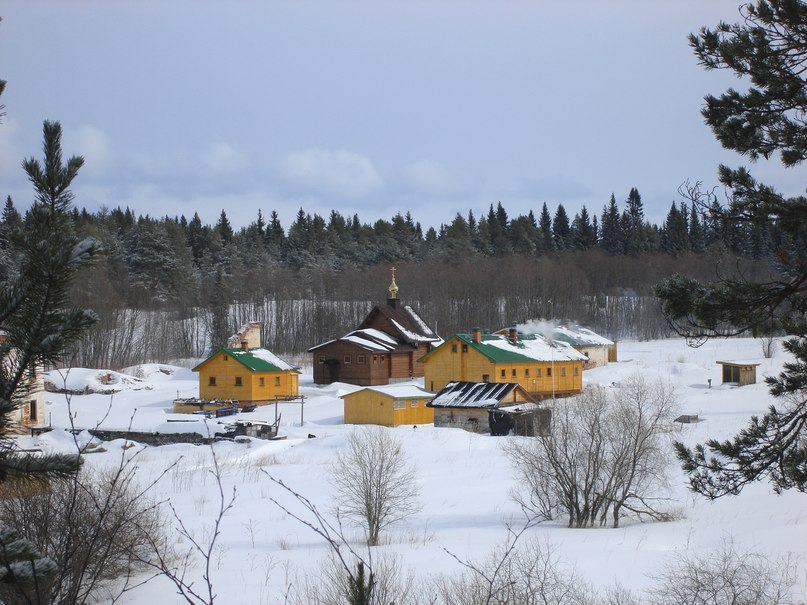
Монастырь (апрель, 2012)

Первое упоминание — 1391 год (25 августа 1391 года, грамота, подписанная новгородскими посадниками Юрием Онциферовичем и Мироном Ивановичем, была введена в научный оборот ещё в 1852 году — опубликована в «Вестнике географического общества»). Основатель — валаамский монах Корнилий. По преданию, был родом из Пскова, долго странствовал по монастырям и пустыням в Поморье, прежде чем основал иноческое житие на острове Палей в северной части Онежского озера. Жил в пещере-келье, измождая тело веригами, весом более пуда. Впоследствии богомольцы носили его вериги на себе в знак особого поклонения. Уже при жизни Корнилия на острове стали строиться храм и церкви.
Расположение монастыря — островное, в 6 км на север от села Толвуя, в котором в начале XVII века находилась в ссылке инокиня Марфа, мать царя Михаила Федоровича.
Природа — в сентябре в этих краях недели три дует ветер — «палеостровец». Место очень приятное, отмечал исследователь XIX века Е. Барсов, извилистые мысы одеты зеленеющими деревьями, вокруг скалистые горы, дремучие вековые леса. Весной бывали аномальные холода: «холодно, полуночник, мрачно, и греча замерзла», пишет монах, ведущий наблюдения за погодой 17 мая 1815 года. Затяжной дождь «на Корнилия» (19 мая), сулит, по местным приметам, сухое лето.
Главная святыня монастыря — мощи прп. Корнилия, покоящиеся под спудом в соборном храме Рождества Богоматери.
Название острова связано с вылавливаемой здесь рыбой — палией. О палии среди рыбаков Заонежья бытовала следующая легенда. Когда Христос и апостолы собрались на Вечерю, у них было белое вино, белый хлеб и белая рыба. Христос, притрагиваясь к ним, сказал: «Да приобщатся они крови моей невинной!» С тех пор и вино, и палья, и хлеб «порудли», то есть покраснели.

## История монастыря

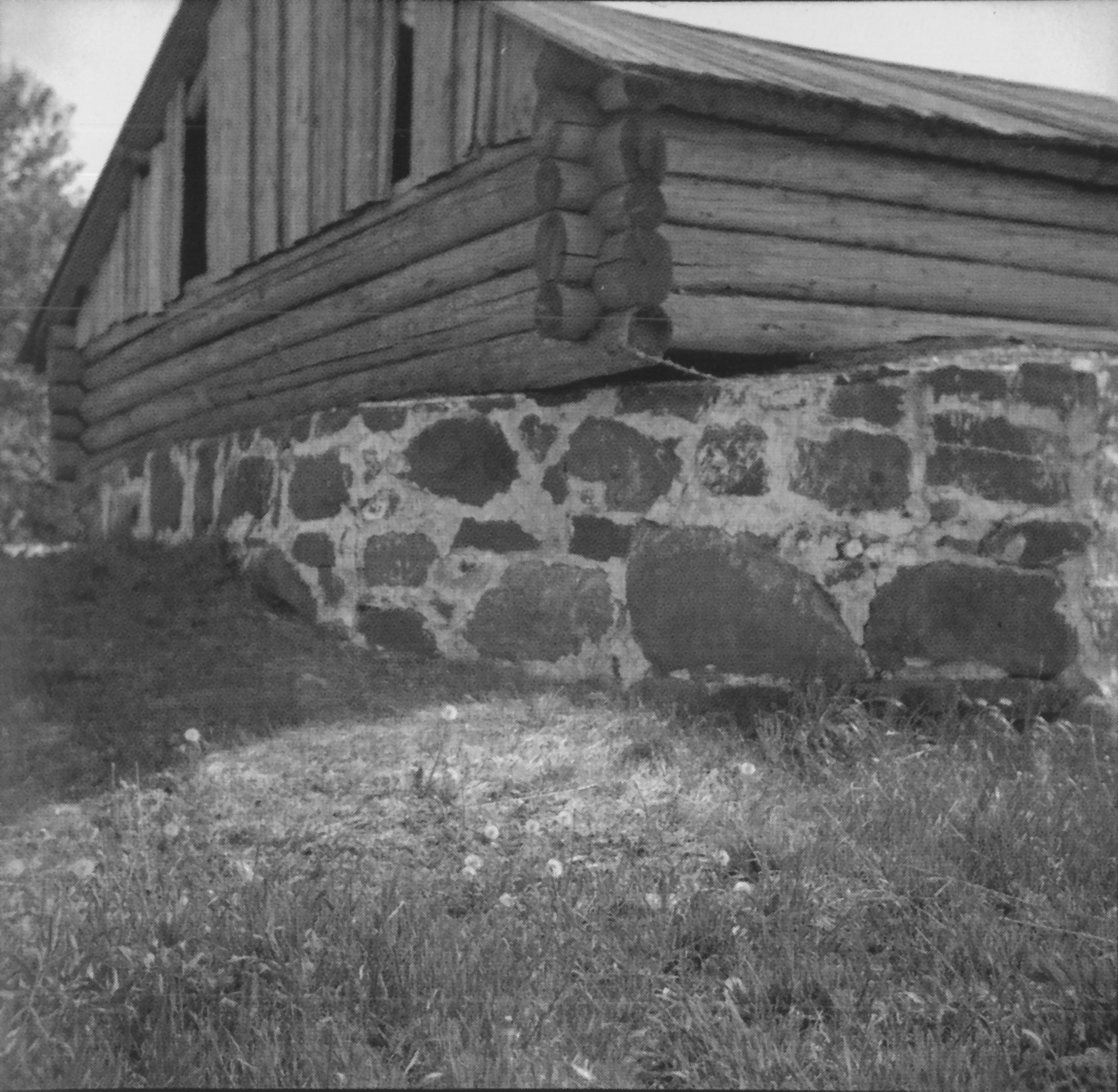
Кладка основания оборонительной башни монастыря

Русский историк Е. В. Барсов отмечает, что многие документы монастыря были безжалостно уничтожены во времена Смуты и раскола, однако считает, что старец Мисаил, монастырский келарь, в Челобитной (около 1691 года) царям Ивану и Петру Алексеевичу указывает на время возникновения монастыря — «тому с пятьсот лет и больши», то есть на конец XII века. Таким образом, самая ранняя дата его основания подтверждается только документами XVII века. Учредительная грамота монастырю датируется историком В. И. Корецким сороковыми годами XV века, земли монастырю были переданы во владение при Алексее Михайловиче.
Ещё при жизни Корнилия в обители были устроены храмы во имя Рождества Богородицы, Святого Николая и пророка Илии. По писцовой книге 1583 года Палеостровский монастырь был одним из наиболее значительных монастырей Заонежья (игумен, 2 священника и 49 иноков). В начале XVII века монастырь был разорён литовско-казацким грабительским отрядом. В середине XVII века на недолгое время появляется четвёртый храм — во имя Святого Михаила Малеина с приделом во имя Алексея Человека Божиего. Мощи Корнилия Палеостровского находились в часовне во имя Святого Корнилия, под часовней помещался амбар, где хранились царские грамоты, дарованные монастырю и другие ценности.
Некоторое время монахом Палейострова был старец Зосима Соловецкий — один из основателей Соловецкого монастыря, рождённый в Толвуе. Монастырь имел множество охранных грамот русских царей, почитаемых предметов, украшенных золотом, серебром, жемчугом и долгое время процветал, однако сильно пострадал во времена Смуты.
В XVII веке монастырь стал местом заключения Павла Коломенского. По преданиям староверов, он именно здесь был тайно убит по приказу Никона, возможно даже — сожжён, что и послужило примером для последующих самосожжений староверов.
Сюда, в монастырь, на Север, бежали старообрядцы-раскольники, находя немало сочувствующих. Заонежье, где расположен монастырь, иногда называют Китежем старообрядчества. Монахи вели сельское хозяйство (на острове росли яблони), занимались рыбной ловлей (лосось, форель).
4 марта 1687 года старообрядцы захватывают монастырь. По донесению митрополита Корнилия (XVII век) это местное население из близ лежащих сёл и деревень в количестве 1200 человек. О дальнейших событиях, происшедших в обители, существуют две точки зрения.
Согласно старообрядческой точке зрения, изложенной настоятелем Выговской пустыни киновиархом Иваном Филипповичем в его книге, всех кто не согласен со старообрядцами не принуждают находится в монастыре и отпускают на свободу; на вооружённый захват монастыря отправлен отряд солдат в количестве около 500 человек. Старообрядцы запираются в соборном храме монастыря, который войска штурмуют при помощи пушек, стреляя по нему; в результате пожара, который был вызван обстрелом деревянного храма, находящиеся в храме люди сгорают.
Согласно новообрядческой точке зрения при осаде их правительственными войсками старообрядцы сами устраивают самосожжения. Погибает, по различным данным, от 2000 до 3000 старообрядцев (такое количество жертв появляется в новообрядческих изданиях середины XIX века), а также захваченные ими игумен Тихон, 10 братьев и 3 причетника. При этом сгорают храмы и хозяйственные постройки монастыря, документы. После пожара восстанавливается храм во имя Святого Николая с приделом во имя пророка Илии.
В 1755 году в числе братии числится строитель иеромонах Макарий, схимонах Саввий, монахи Филарет, Мельхиседек и Феофилакт и 5 служителей-бельцов.
В 1764 году пришедший в упадок монастырь был отнесён к числу заштатных. Была полуразрушена пристань от напора онежских валов. В 1793, по другим данным в 1794 году была заново отстроена сгоревшая церковь во имя Рождества Христова. К этому времени правительство активно боролось со старообрядцами («раскольниками»).
В 1788—1800 года послушником монастыря был краевед-историк Т. В. Баландин, неоднократно посещавший Палеостров и позднее написавший «Повесть о Палеостровском монастыре».
О ключах с целебной водой и драгоценной утвари монастыря упоминает Ирина Андреевна Федосова, народная поэтесса:
И мни съездить-то ко старцам в Пальеостров;

И я слыхала ведь, душа да красна девушка,

И там ведь водушка живёт, точно медвяная,

И почерпурочка ведь там да золоченая.

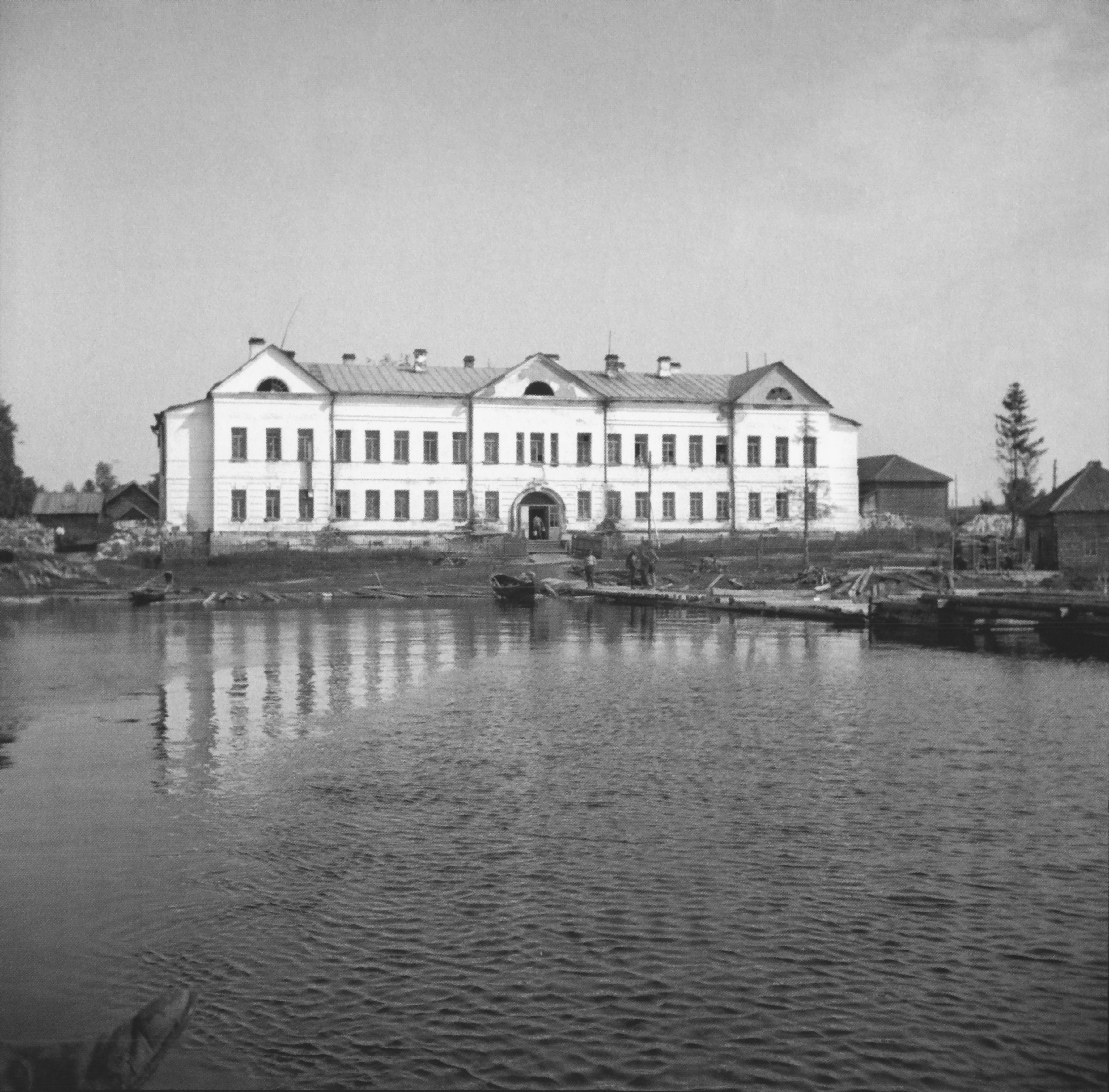
Утраченный братский корпус со святыми вратами в 1943 году

Паломничества на Палеостров в XIX веке обычно совершались на пароходах из Петрозаводска. Среди верующих была популярна 30-метровая Церковь Рождества Богородицы, куда направлялись паломники. Обычно такие поездки имели цель сбора пожертвований для монастыря. В разное время монастырю делали пожертвования петрозаводские и санкт-петербургские купцы И. М. Максимов, А. П. Базегский, М. Г. Осипов, В. Ф. Кипрушкин и другие.
В 1827 году при строителе Симеоне был построен новый каменный храм во имя Рождества Пресвятой Богородицы с приделами во имя Святого пророка Илии и Святого Николая. В храме находились и мощи святого Корнилия. Другой почитаемой святыней были мощи преемника Корнилия Авраамия Палеостровского.
Прежняя Рождественская церковь получила имя преподобного Ефрема Сирина (сгорела 23 декабря 1899 г.).
29 ноября 1888 г. сгорел двухэтажный каменный корпус, в котором кроме келий, помещалась также церковь.
В 1919 году земля монастыря была разделена между сельхозкоммуной и жителями острова.
В 1928 году монастырь был разрушен, храм Рождества Богородицы официально закрыт. На острове была создана колония для малолетних преступников. В годы Великой Отечественной войны, в период финской оккупации отдельных территорий Карелии, финским офицером был сделан снимок церкви Рождества без купола. В настоящее время этой церкви нет.

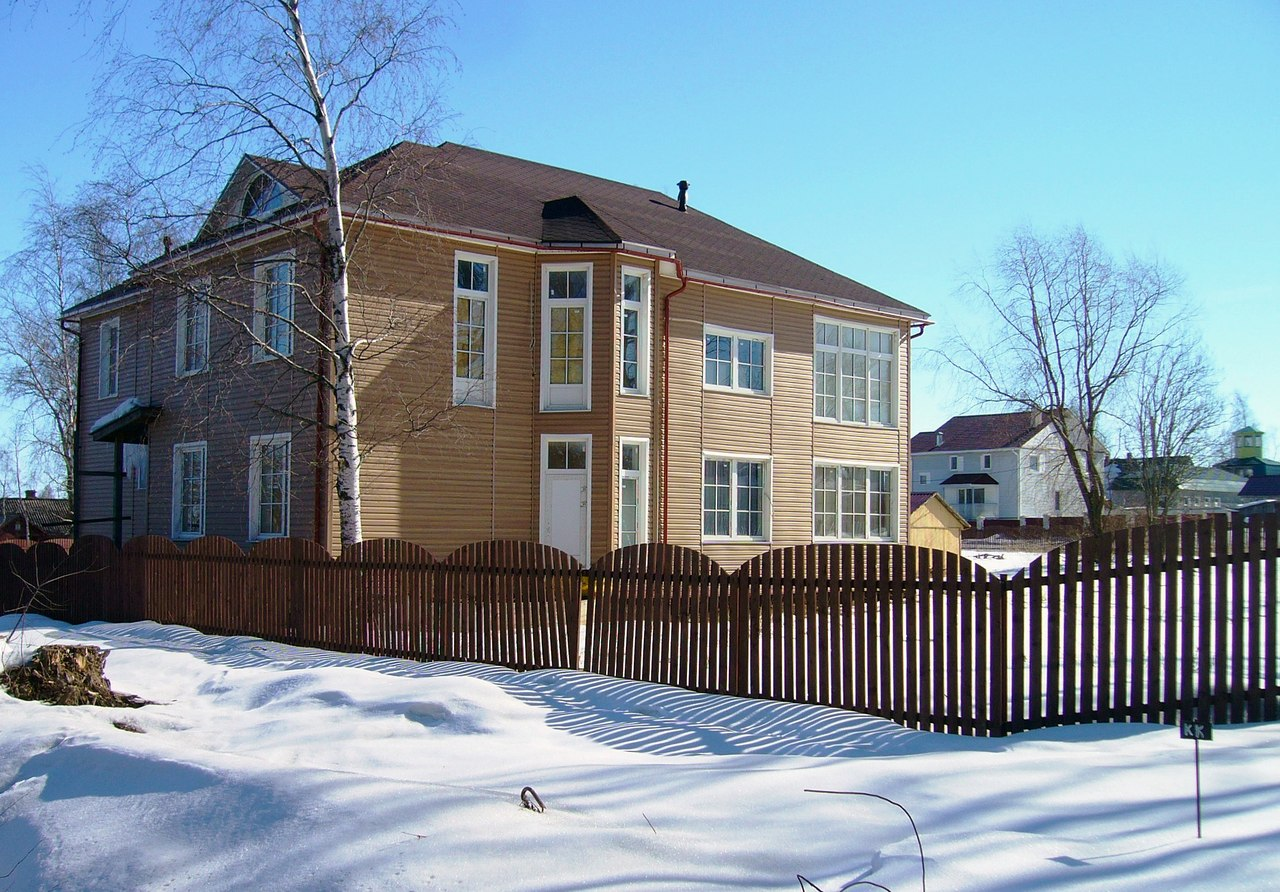
Подворье монастыря в Петрозаводске

В монастыре подвизаются в настоящее время 8 насельников (игумен, два иеромонаха, два инока, послушник, трудники).
Монастырь доступен для туристов и паломников. В Петрозаводске расположено подворье Палеостровского монастыря.

## Факты
В конце XVII века, в 1687 году, 4 марта, на территории монастыря произошло страшное событие.
Некто Омелка Иванов, уже судимый за бунтарство и побывавший в Сибири, сумел захватить монастырь. К нему в скором времени стеклось до 2700 староверов, готовых к самосожжению, так как ходили слухи о близком конце света. Из Олонца были брошены отряды для расправы со староверами. Однако те вооружились кольями, копьями, бердышами, ружьями, а потом ещё и вморозили в лед Онего косы-горбуши, так что олончанам на помощь был отправлен посредничеством московских властей отряд из Новгорода.
Мятежные староверы укрылись в трапезной, в храме и подожгли себя.
Сам Омелка не сгорел с братией: выбравшись и подхватив оклады икон и казну монастыря, он стал скрываться среди жителей Заонежья, которые ему помогали. Монахи говорили, что Омелка — чародей, обольщающий народ адским зельем, сваренном из сердец убитых младенцев.
Омелке вновь удалось захватить монастырь и организовать новое самосожжение.
Однако на этот раз спастись ему, скорее всего, не удалось: есть сведения, что сотоварищи не дали ему уйти.

## Настоятели монастыря
- ?—1420 — Преподобный Корнилий, основатель
- 1420—? — Преподобный Авраамий
- 1459—1463 — Игнатий I, игумен
- 1464—1466 — Даниил, игумен
- 1471 — Игнатий
- 1478 — Конон, игумен
- 1519—1536 — Корнилий, игумен
- 1550 — Геласий, игумен
- 1553—1554 — Досифей, игумен
- 1557 — Мисаил
- 1561 — Иона, игумен
- 1573—1581 — Иаков, игумен
- 1583 — Иона
- 1590—1594 — Геронтий, игумен
- 1599 — Иосаф I, игумен
- 1608—1613 — Кирилл I, игумен
- проживал в Соловецком монастыре в связи с опасностью набегов литовцев — Кирилл, игумен (1616)
- 1617 — Иосиф I, игумен
- 1618—1619 — Макарий, игумен
- 1621 — Антоний I, игумен
- 1623 — Кирилл
- 1623—1628 — Макарий, игумен
- по 1626 — Макарий II, игумен
- 1635—1639 — Иларион, игумен
- 1636—1642 — Иосаф II, игумен
- 1646—1649 — Сергий, игумен
- 1651—1653 — Иаков, игумен
- 1664 — Сергий II
- 1668—1674 — Антоний I
- 1677—1681 — Киприан, игумен
- 1681 — Феодосий, игумен
- 1684—1688 — Лука, строитель, иеромонах
- 1685—1689 — Иосаф III, строитель, иеромонах
- сожжен старообрядцами в 1689 — Пимен, игумен
- 1689 — Мисаил
- 1691—1699 — Иоаким, строитель
- 1691 — Иосиф III
- 1692—1699 — Варлаам, строитель
- 1699—1700 — Кирилл II, строитель
- 1700 — Пафнутий, строитель
- 1707—1710 — Арсений, игумен
- 1713—1715 — Протасий, игумен
- 1719 — Иосаф IV, игумен
- 1721 — Иосиф II, строитель, иеромонах
- 1730—1735 — Авраамий, игумен
- 1735 — Иосаф IV
- 1737—1741 — Феофилакт, строитель, иеромонах
- 1741—1748 — Виктор, строитель
- по 1754 — Виталий, строитель
- 1755—1755 — Макарий, строитель, иеромонах
- 1755 — Савватий, строитель, иеромонах
- 1763—1771 — Антоний II, игумен
- 1778—1788 — Корнилий II, строитель
- по 1794 — Симон, строитель
- по 1799 — Владимир, строитель
- 1799 — Григорий (Еремеев), священник, строитель
- по 1804 — Игнатий II, строитель
- по 1807 — Пахомий, строитель
- по 1811 — Василий, строитель
- 1811—1840 — Иосаф V (Белоусов), строитель
- 1840—1852 — Корнилий IV, строитель, иеромонах
- 1852 — Никодим, иеромонах
- 1852—1853 — Митрофан
- 1853 — Иона II
- 1853—1856 — Даниил, строитель Задне-Никифоровской пустыни, временный управляющий
- 1855—1860, 1860—1866 — Анания, строитель, иеромонах
- 1860 — Сергий, игумен
- 1867 — Антоний, иеромонах, игумен

??
- нач. 1870-х гг. — Иоасаф, иеромонах, игумен
- Исихий, игумен
- середина 1880-х гг. — Иероним, иеромонах
- Самуил, иеромонах
- конец 1880-х гг. — Серапион — при нём произошёл пожар
- 1891 — Никанор, и.д.
- 1892 — Паисий, управляющий, иеромонах[14]
- 1893 — Викентий, управляющий, иеромонах[15]
- 1894 — Ионафан
- 1898—1900 — Антоний[16]
- 1902—1904 — Герман, временно управляющий, иеромонах
- 1905 — Симеон, временно управляющий
- 1905 — Антоний, иеромонах
- 1905—1908 — Варнава (Накропин), игумен, архимандрит
- 1909—1910 — Евтихий, игумен
- 1911—1914 — Александр, игумен, иеромонах
- 1915—1916 — Македоний, игумен, иеромонах[17]
- 1917—1919 — Георгий, игумен
- 2000 — Вениамин (Тамразов), иеромонах
- 2005 — Иоанн (Зюзин), игумен